# Rapides de Lachine
Rapides de Lachine är en fors i Kanada.   Den ligger i provinsen Québec, i den sydöstra delen av landet, 160 km öster om huvudstaden Ottawa. Rapides de Lachine ligger 12 meter över havet.
Terrängen runt Rapides de Lachine är platt.Runt Rapides de Lachine är det tätbefolkat, med 442 invånare per kvadratkilometer.. Närmaste större samhälle är Montréal, 10,1 km norr om Rapides de Lachine. 
Runt Rapides de Lachine är det i huvudsak tätbebyggt.